# Scotts Bluff National Monument
Scotts Bluff National Monument ist ein Schutzgebiet vom Typ eines National Monuments im US-Bundesstaat Nebraska. Kern des Gebietes ist eine Klippe aus Sandstein am Südufer des North Platte River, das in der Mitte des 19. Jahrhunderts eine wichtige Wegmarke aller Pioniere und Siedler auf dem Weg über die Rocky Mountains darstellte. 
Das Gebiet wurde 1919 unter Schutz gestellt, in den 1930er Jahren erschlossen und steht unter der Verwaltung des National Park Service. Es ist benannt nach einem Trapper namens Hiram Scott, der angeblich 1828 nahe der markanten Felsformation starb. Bluff bezeichnet im englischen eine Klippe.

## Beschreibung
Scotts Bluff National Monument liegt auf dem Südufer des North Platte Rivers am Rande der Kleinstadt Gering. Es besteht aus einer Klippe aus Sandstein, die durch Erosionsprozesse in mehrere Zeugenberge geteilt ist. Im Nordteil schließen sich Badlands an, ein Plateau, aus dem die Erosion steile Rinnen und Gräben ausgespült hat. Am Flussufer liegen mehrere Kanäle zur künstlichen Bewässerung von landwirtschaftlichen Flächen außerhalb des Schutzgebietes. Im Südwesten des Gebiets führen zwei Pässe über Scotts Bluff, der alte Robidoux Pass, ein sandiger Wanderweg, und der für Planwagen besser geeignete Mitchell Pass, auf dem heute ein kleiner Highway verläuft.

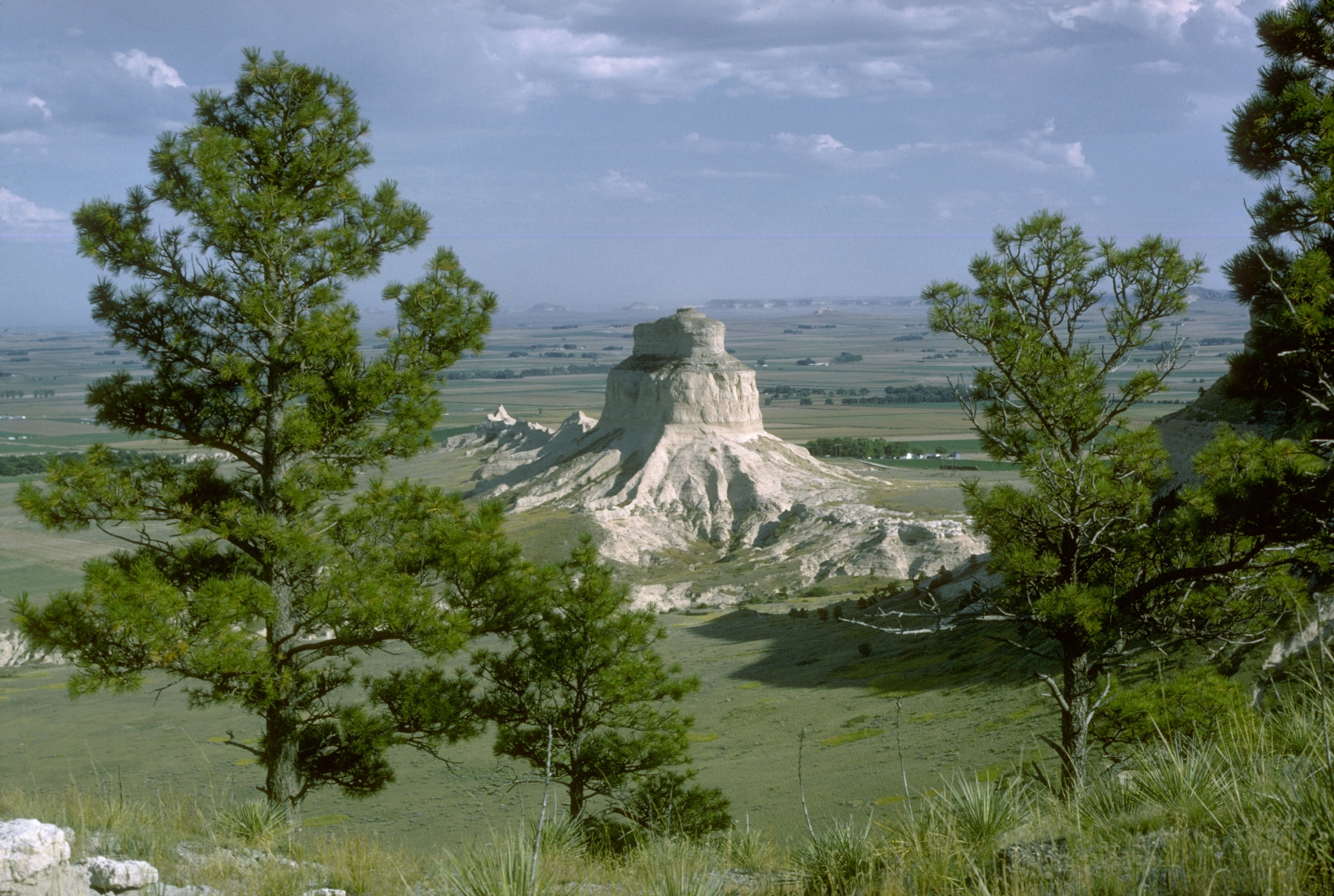
Dome Rock, ein Sandsteinfels im Monument

### Geologie

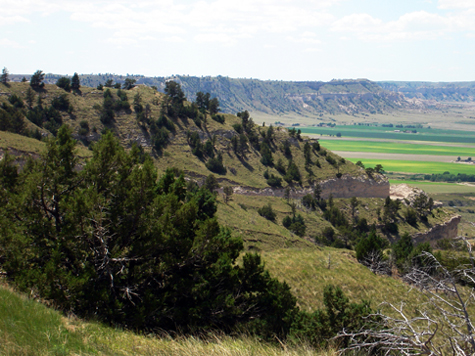
Hang mit Kiefern in der Mischgrasprärie

Geologisch sind die Felsen von Scotts Bluff vor zwischen 33 und 20 Millionen Jahren entstanden. Sie gehören damit dem Oligozän und dem frühen Miozän an. In den Sandstein sind Lagen aus Schluffstein, vulkanischer Asche und Lehm eingebettet. An einigen Stellen bildeten sich auch Schichten von härterem Kalkstein. Das Gestein ist aus Schwemmfächern entstanden, die bei der Ablagerung von Material in einem kontinentalen Becken gebildet wurden. Der Druck späterer Schichten verdichtete sie zu Sandstein. Tektonische Prozesse hoben die ganzen Great Plains an und kippten sie von West nach Ost. 
Durch das Gefälle schnitten sich Flüsse in die Ebene ein und erodierten den weichen Sandstein. Nur wo der härtere Kalkstein darunterliegende Schichten schützte, blieben Klippen und Zeugenberge zurück. Heute liegt der höchste Punkt von Scotts Bluff auf 1400 m und damit etwa 260 m über dem North Platte River. 

### Ökosysteme
Nur am Flussufer gibt es fruchtbare Böden, hier steht eine Hartholzaue. Etwa 40 % der Fläche sind durch ein kleinräumiges Mosaik an verschiedenen Pflanzengesellschaften der Mischgras-Prärie geprägt. In den höheren Lagen stehen Gelb-Kiefer und Wacholder.
Im Schutzgebiet wurden bisher 21 Fischarten, 6 Amphibien, 9 Reptilien, 101 Vogelarten und 28 Säugetiere bestimmt. In den Badlands lebt eine Kolonie Schwarzschwanz-Präriehunde, die zu den größten Populationen in Schutzgebieten der Vereinigten Staaten gehört. In den Bauten der Präriehunde lebt der selten gewordene Kaninchenkauz, eine kleine Eulenart, die in Erdhöhlen brütet.
Am Flussufer nistet der Bergregenpfeifer, der Weißkopfseeadler kommt als Wintergast an den North Platte River, der Schreikranich nutzt das Gebiet als Rastplatz auf dem Zug und könnte in Zukunft auch am Fluss brüten. Präriefalken brüten in den Steilwänden, Wanderfalken wurden bisher nur als Gäste gesehen. Swiftfüchse durchstreifen das ganze Schutzgebiet.

### Fossilien
In den Badlands treten Gesteinsschichten hervor, in denen Fossilien lagern. Insbesondere dank der Brule-Formation ist Scotts Bluff National Monument eine der arten- und individuenreichsten Lagerstätten in Nebraska. Hier wurden fossile Pferde, Oreodonta, Präriehunde, Füchse, Schildkröten, Nagetiere, Biber und Katzen gefunden.

## Geschichte
In der Region um Scotts Bluff überschneiden sich die traditionellen Gebiete der Cheyenne, Pawnee, Lakota (Sioux) und Arapaho. Weitere Völker wie die Absarokee, Blackfoot und Kiowa kamen zumindest gelegentlich in die Gegend. Der Lakota-Häuptling Crazy Horse soll im Gebiet einen seiner ersten Vision Quests erlebt haben. Er habe Pferde gesehen und Donner gehört, woraufhin er sich und sein Volk auf Krieg mit den Weißen vorbereitet hätte. Die indianische Vorgeschichte des Gebietes wurde erstmals 1966, dann wieder 1994 untersucht. Innerhalb des Parks sind 62 archäologische Stätten registriert, von denen 19 nicht auffindbar oder zerstört sind, davon zwei aus historischen Zeiten, die anderen stammen von prähistorischen Indianervölkern.
Vermutlich kamen bereits 1812 sechs Trapper der Pacific Fur Company auf dem Rückweg von Astoria als erste Weiße am Scotts Bluff vorbei, doch ihre Route ist nicht näher aufgezeichnet. Im Frühling 1824 erkannte der von St. Louis operierende Trapper und Pelzhändler Jedediah Smith im South Pass den ersten einfach zu passierenden Gebirgspass über die Rocky Mountains. Trapper erkundeten in den folgenden Jahren die Wege in die Rocky Mountains, darunter auch die Route am North Platte River. Hiram Scott, einer von ihnen, starb laut zeitgenössischen Berichten 1828 im Bereich des heutigen Schutzgebietes. 1831 brachte Smiths Partner William Sublette erstmals einen Planwagen-Zug von St. Louis über den South Pass in die Berge und etablierte damit eine Route, der in den nächsten Jahrzehnten alle Pioniere und Siedler folgen würden. 

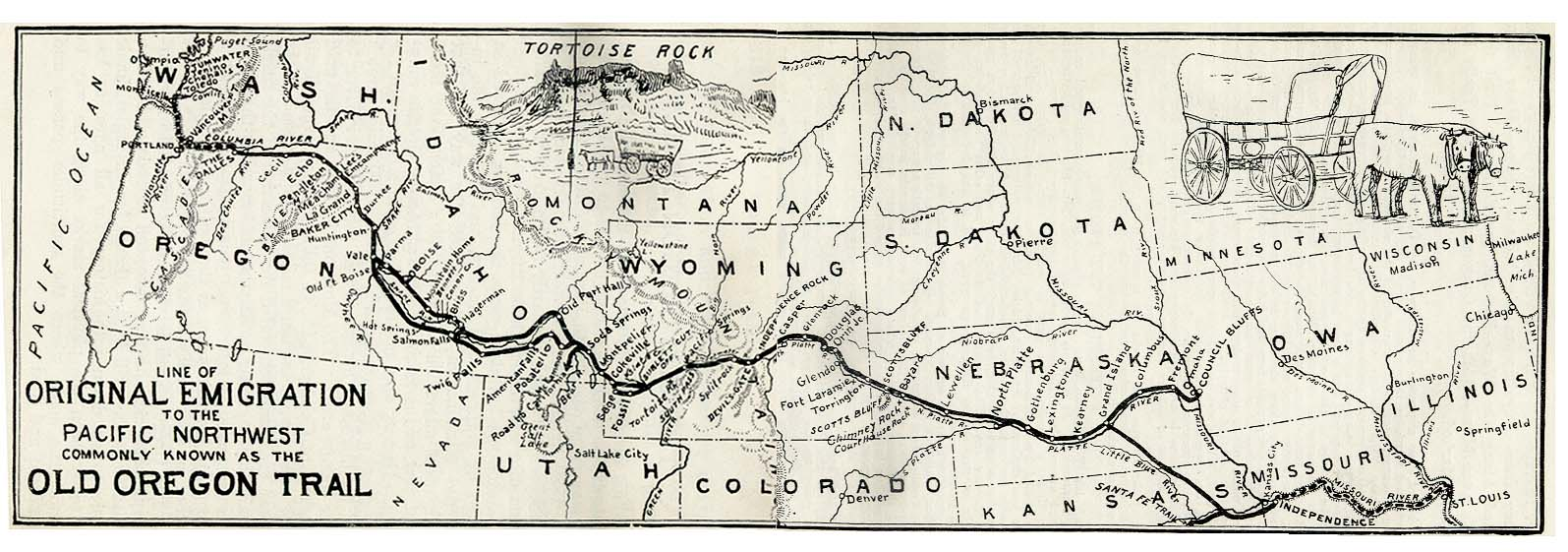
Karte des Oregon-Trails mit Scotts Bluff

Der als Oregon Trail, California Trail und Mormon Trail bekannte Weg führte entlang dem Missouri River, verließ ihn bei Independence, Missouri, führte durch die Prärien des heutigen Bundesstaates Kansas zum Platte River und folgte diesem flussaufwärts. Ab der Mündung des North Platte Rivers verlief die Route an diesem und erreichte nach knapp 300 km die erste maßgebliche Erhebung über dem Fluss – die Klippe Scotts Bluff. Hier mussten die Reisenden erstmals den Fluss verlassen und zum Robidoux Pass oder dem noch etwas südwestlicher liegenden, aber für Planwagen besser befahrbaren Mitchell Pass ausweichen.
1836 passierte der Missionar Marcus Whitman Scotts Bluff auf dem Weg nach Oregon, 1840 führten John Bidwell und Thomas Fitzpatrick die ersten Siedler nach Kalifornien entlang dem North Platte River und ab 1842 gab es Auswandererzüge nach Oregon. Ab 1847 nutzten auch die Anhänger der Kirche Jesu Christi der Heiligen der Letzten Tage („Mormonen“) die Route auf dem Weg zu Siedlungsgebieten, in denen sie ihrer jungen und umstrittenen Religion ohne Angst vor Verfolgung nachgehen konnten. Mit dem Kalifornischen Goldrausch 1848/49 explodierten die Siedler-Zahlen, alleine 1849 zogen 25.000 Menschen nach Kalifornien. 

„8. Juni [1849]: Wir passierten Scotts Bluffs – als wir uns näherten, begannen wir nach links zu biegen und ließen die Klippen zwischen uns und dem Fluss liegen – wir begannen schnell ins Hochland zu steigen – ungefähr auf halber Höhe fanden wir eine ausgezeichnete Quelle mit kaltem Wasser – an der Quelle lebt ein alter französischer Händler namens Troubadore [Korrekter Name: Robidoux, ein Abkömmling der Pelzhandelsfamilie aus St. John/St. Louis] – er hat eine Frau und Familie – er macht Geschäfte mit den Pelzhändlern – Wir setzten den Anstieg fort und erreichten die Passhöhe kurz der Zeit für eine Rast – der Blick von diesem Punkt ist reizvoll – die zerklüftete Kette der Black Hills erscheint etwa 50 Meilen entfernt in Richtung Westen und erstreckt sich nach links und rechts soweit das Auge reicht, während jenseits von ihnen und weit über sie aufragend die Gipfel der Rocky Mountains sichtbar werden. Wir zogen eine kurze Strecke über den Kamm und bauten unser Lager.“

Insgesamt zogen etwa 250.000 Menschen entlang dem Fluss über die Berge nach Oregon und Kalifornien. 1860 verlief auf dem Weg auch der Pony Express. Die Straßenroute über Scotts Bluff verlor schlagartig an Bedeutung, als 1869 die transkontinentale Eisenbahnverbindung eröffnet wurde. Sie überquerte die Rocky Mountains weiter südlich. Heute verläuft noch der U.S. Highway 26 auf dem anderen Flussufer.

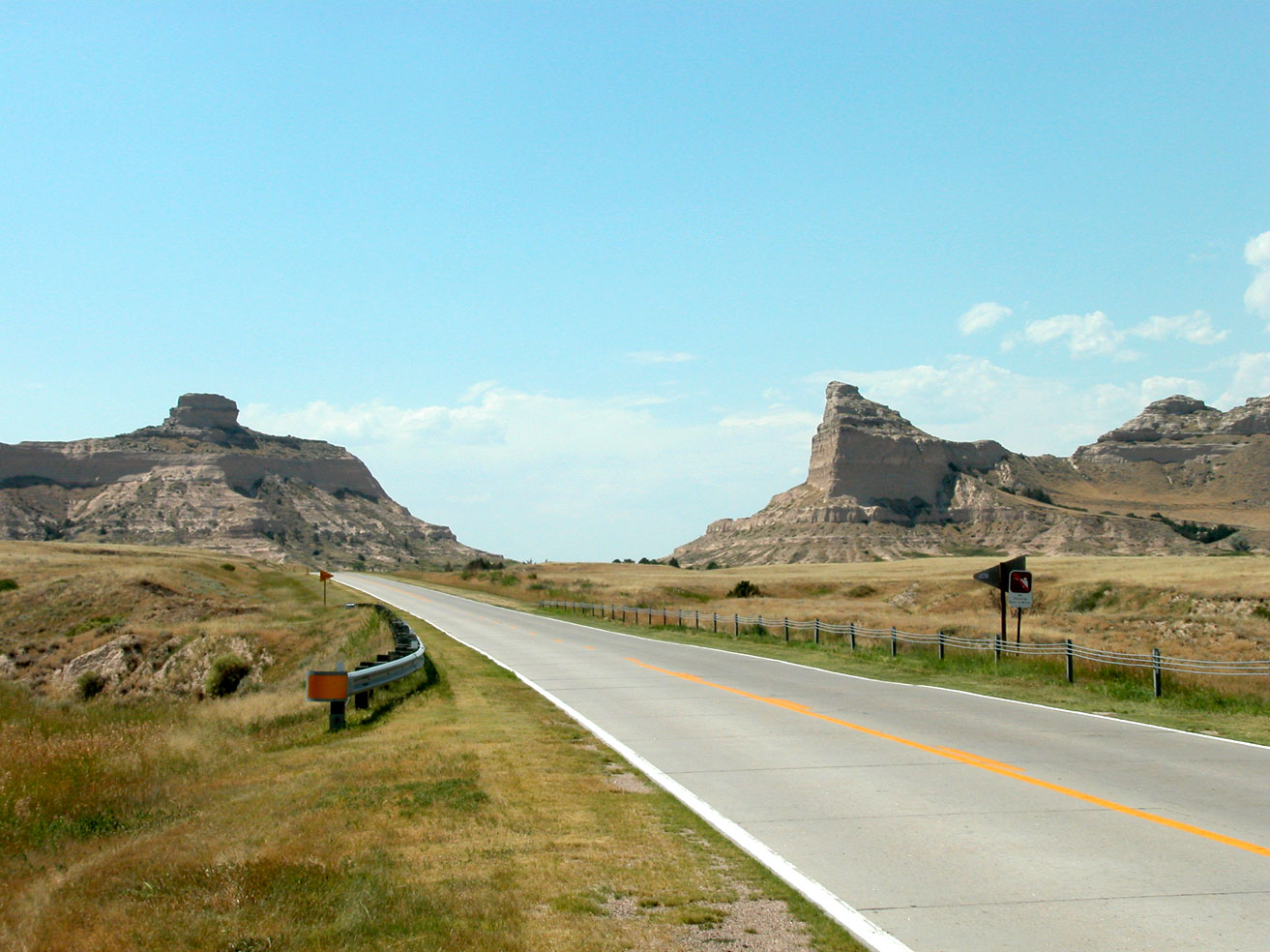
Mitchell Pass im National Monument (Blickrichtung nach Westen)

## Scotts Bluff National Monument heute
Scotts Bluff wurde 1919 unter US-Präsident Woodrow Wilson als National Monument ausgewiesen, um an die Pioniere und Siedler auf dem Oregon Trail zu erinnern. In den 1930er Jahren wurden im Rahmen des New Deal Besuchereinrichtungen und die Straße zum Gipfel der Klippe erbaut. Das Schutzgebiet ist nach der Fläche mit 12 km² eher klein, erreicht aber mit fast 100.000 Besuchern im Jahr für die Plains-Region überdurchschnittlich viele Interessierte. Es liegt an den als National Historic Trail ausgewiesenen und markierten Routen Oregon Trail, California Trail und Mormon Trail.
Besucher können mit einem Shuttle-Bus auf den Gipfel fahren und dort einen kurzen Rundweg gehen, der den Blick in bizarr erodierte Felstäler erlaubt. Oder sie wandern den 2,5 km langen Saddle Rock Trail hinauf zum Gipfel und durchqueren dabei 13 Millionen Jahre Erdgeschichte. Außerdem gibt es ein Besucherzentrum und eine kleine Ausstellung über die Pionier-Geschichte und die Siedlerzüge in den Westen. Im Sommer finden Reenactment-Veranstaltungen statt, in denen das 19. Jahrhundert originalgetreu nachgestellt wird. Vertreter indianischer Interessen kritisieren, dass die Ausstellung im Park nahezu ausschließlich die weißen Einwanderer darstellt, die Nutzung des Gebietes durch Indianer kommt nicht vor.
Zum Schutzgebiet gehört auch ein Museum mit Gemälden des Fotografen und Malers William Henry Jackson (1843–1942), der mit seinen Bildern aus dem Yellowstone-Nationalpark und anderen Gebieten des Westens wesentlich zur Bekanntheit der Naturschönheiten der Region und so auch zu deren Schutz beigetragen hat.
Die Verwaltung des National Monuments setzt zur Verdrängung von eingewanderten Pflanzenarten (Neophyten) auf prescribed fire, absichtlich gelegte kleine Brände, die die Prärieflächen schnell durchziehen und die an den Standort angepassten Arten kaum schädigen. Außerdem werden in den Bereichen, die noch durch eine landwirtschaftliche Nutzung vor Ausweisung des Schutzgebietes geprägt sind, Samen der verschiedenen heimischen Gräser und Blütenpflanzen der Mischgrasprärie ausgebracht. 